# Bezabih Alem
Pour les articles homonymes, voir Alem.
 (janvier 2024).
Si vous disposez d'ouvrages ou d'articles de référence ou si vous connaissez des sites web de qualité traitant du thème abordé ici, merci de compléter l'article en donnant les références utiles à sa vérifiabilité et en les liant à la section « Notes et références ».
République fédérale démocratique d'Éthiopie
Bezabih Alem (Ge'ez: በዛብህ ዓለም) est un des 112 membres du Conseil de la Fédération éthiopien. Il est un des 5 conseillers de l'État Benishangul-Gumaz et représente le peuple Shinasha.